# Tillandsia parryi
Tillandsia parryi là một loài thuộc chi Tillandsia. Đây là loài đặc hữu của México.